# Simone Barlaam
Pour les articles homonymes, voir Barlaam.
Simone Barlaam (né le 12 juillet 2000) est un nageur paralympique italien qui participe à des épreuves de niveau international. Il a remporté quatre médailles d'or paralympiques au 50 mètres nage libre, au 50 mètres papillon et au relais lors des Jeux Paralympiques de Tokyo 2020 et de Paris 2024. Il est 19 fois champion d'Europe et détient le record du monde du 50, 100 et 200m nage libre ainsi que du 50 et 100m dos et du 50m papillon dans la catégorie S9.
Il est considéré comme l'un des meilleurs athlètes paralympiques de l'histoire du sport italien,.

## Biographie

### Jeunesse
Barlaam est né avec une coxa vara et une hypoplasie congénitale du fémur droit, ce qui signifie que sa jambe droite ne se développe pas, ce qui fait que sa jambe droite est plus courte que sa jambe gauche. La coxa vara a été causée par des médecins qui ont pratiqué une version podalique alors qu'il était in utero.
En 2005, lors d'une opération d'allongement de sa jambe, il contracte une ostéomyélite qui est une grave infection osseuse. Sa jambe se fracture à plusieurs reprises à cause de cette infection affaiblissant l'os et menaçant la perte de sa jambe. En France, il est soigné par le professeur Raphaël Seringe puis par le professeur Philippe Wicart. L'infection est erradiquée grâce à un long traitement antibiotique d'une durée d'un an et qui impliquait la prise quotidienne de douze médicaments. Il a pu alors petit à petit recommencer à marcher.
Durant son enfance, il a subi treize interventions chirurgicales pour corriger sa jambe droite,.

### Carrière
Simone Barlaam a commencé la natation paralympique à l'âge de quinze ans et a remporté ses premières médailles aux Championnats du monde de para-natation 2017 à Mexico. Il nage et s'entraîne avec d'autres nageurs valides,,.